# 하이노사우루스
하이노사우루스(Hainosaurus)는 모사사우루스과에 속하는 해양 파충류이다. 하이노사우루스의 학명이 말소되었다고 학계에서는 보고 있고, 2016년에는 틸로사우루스와 같은 종인 것으로 재분류해야 한다는 논문이 발표되기도 했으나, 아직 극히 일부의 학자들은 재분류에 대해 반대하고 있다.